# Олкуш
О̀лкуш (на полски: Olkusz) е град в Южна Полша, Малополско войводство. Административен център е на Олкушки окръг, както и на градско-селската Олкушка община. Заема площ от 25,65 км2.

## География
Градът се намира в историческия регион Малополша. Разположен е на 41 км северозападно от Краков, на 24 км югоизточно от Домброва Гурнича и на 34 км източно от Катовице.

## История
Селището получава градски права през 1299 г.
В периода (1975 – 1998) е част от Катовишкото войводство.

## Население
Според данни от полската Централна статистическа служба, към 1 януари 2014 г. населението на града възлиза на 36 724 души. Гъстотата е 1 432 души/км2.

## Промишленост
Градът е един от центровете на оловно-цинковата промишленост в страната.

## Личности

### Родени в града
- Марчин Билица – полски астроном и астролог
- Тадеуш Ридзик – полски духовник
- Павел Блем – полски шахматист, гросмайстор
- Павел Чарнота – полски шахматист, гросмайстор

## Градове партньори
- Bruay-la-Buissière, Франция
- Швалбах ам Таунус, Германия
- Bjerrnigbro, Дания
- Стафордшър Моорландс, Англия
- Бергамо, Италия
- Понтенуре, Италия